# Reformierte Kirche Mastrils
Reformierte Kirche Mastrils är en kyrkobyggnad som är belägen i orten Mastrils kommunen Landquart i kantonen Graubünden, Schweiz.

## Kyrkobyggnaden
Reformierte Kirche Mastrils uppfördes åren 1613 till 1614 och invigdes på Sankt Stefans dag år 1614. Kyrkan består av ett långhus med kor och torn i öster. Ovanpå koret finns ett valmat tak och kyrktornet är en takryttare med tornspira.
År 1623 vid den österrikiska ockupationen hamnade kyrkan under katolskt välde och invigdes 2 juli 1624 till en katolsk kyrka. Senare använde fransmännen kyrkan som vapenlager. 30 juni 1644, när freden återvänt till Graubünden, fick den lilla protestantiska församlingen tillbaka sin kyrka.